# Amazone (Schiff, 1844)
Die Amazone war eine hölzerne Segelkorvette der preußischen Marine, die vor allem als Schulschiff diente. Sie führte zwar die preußische Kriegsflagge und war mit Kanonen versehen, diente aber auch der Ausbildung von zivilen Seeleuten. Da sie bei der Gründung der preußischen Marine 1848 das einzige seetüchtige Marinefahrzeug war, wurde sie später auch als „Großmutter der Flotte“ bezeichnet.

## Geschichte
Sie wurde 1843 in Grabow bei Stettin durch den Schiffsbaumeister Carl Alexander Elbertzhagen fertiggestellt. Nach Indienststellung der Korvette am 19. Mai 1844 führte die erste große Fahrt sie unter dem Kommando des Navigationsdirektors Edwin von Dirckinck-Holmfeld über England, Portugal, Gibraltar, Griechenland und das Osmanische Reich bis ins Schwarze Meer. Nach dem Ende der Reise wurden zwei lange 24-Pfünder-Geschütze, die die Stabilität des Schiffs beeinträchtigt hatten, entfernt. 1845 segelte die Amazone nach Dänemark, England und Spanien bis nach Genua. 1847 folgte eine Atlantiküberquerung mit Zielhafen New York.
1850 wurde der Kommandant als Angehöriger der Flotte des Deutschen Bundes zur Preußischen Marine kommandiert.
1852/1853 bildete die Amazone zusammen mit Gefion und Mercur das so genannte Übungsgeschwader unter Kommodore Jan Schröder. Dabei wurden in Süd- und Nordamerika Rio de Janeiro, Montevideo, Buenos Aires, La Guaira, Puerto Cabello, Barbados, Havanna und Norfolk (Virginia) angelaufen. Von Norfolk aus besuchte eine Offiziersabordnung die US-amerikanische Hauptstadt Washington.
1856 war sie im Atlantik Teil eines Übungsgeschwaders unter Prinz Adalbert, 1857 besuchte die Korvette Skandinavien und England.

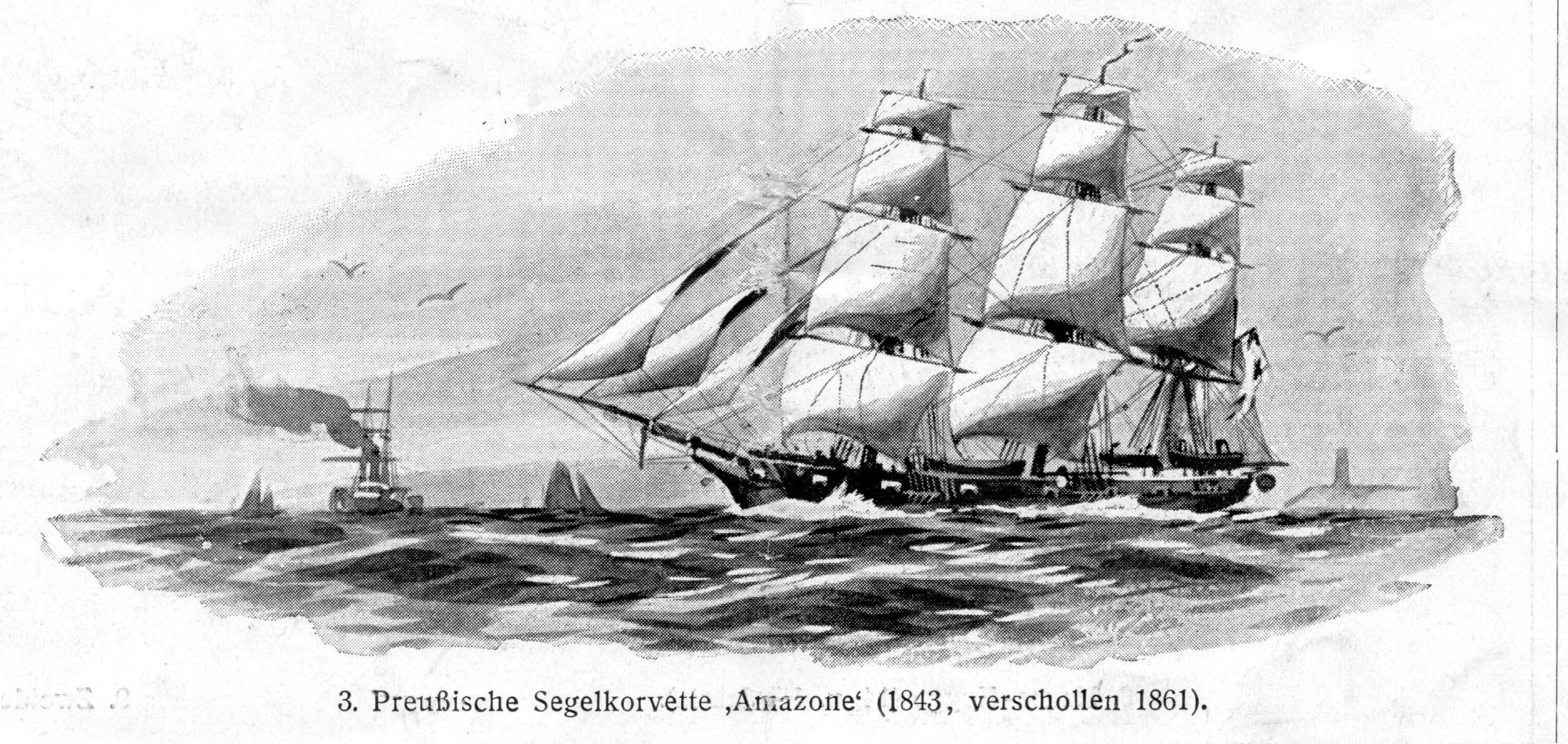
Die Amazone auf einer Zeichnung in Meyers Großem Konversations-Lexikon

Auf einer weiteren Ausbildungsfahrt mit Ziel Portugal geriet die Amazone am 14. November 1861 vor der niederländischen Küste in einen Orkan und sank mit der gesamten Besatzung. Die Angaben über die Zahl der Opfer schwanken. Möglicherweise starben bei dem Unglück 114 Personen; andere Quellen gehen von 143 (Leutnant zur See I. Klasse Robert Hermann, fünf Offiziere, 18 Seekadetten und 120 Mann Besatzung) Toten aus. Die endgültige Bestätigung für den Untergang erfolgte erst ein Jahr später, als im Oktober 1862 eine einwandfrei identifizierte Fleischback der Korvette auf Texel angetrieben wurde. Zum letzten Mal war die Amazone am Tag ihres mutmaßlichen Untergangs von der preußischen Brigg Nummer Zwei mit Kurs auf die Hoofden gesichtet worden.
Nach dem Untergang der Amazone kursierten Gerüchte, denen zufolge sie – womöglich absichtlich – von einem anderen Schiff gerammt worden sei. 1862 erschien in der Zeitschrift Die Gartenlaube eine novellistische Darstellung dieses Vorgangs; dies führte zum mehrjährigen Verbot der Gartenlaube in Preußen. Sowohl in der Presse als auch im Landtag war die Frage nach der Seetüchtigkeit des Schiffs thematisiert worden. Diese wurde von amtlicher Seite bestätigt, allerdings kritisierte Kommodore Schröder, dass dem Schiff zu wenig erfahrene Seeleute mitgegeben worden wären.
Folge der Katastrophe war ein drastischer Rückgang der Bewerbungen für die Seeoffizierslaufbahn. 1862 gab es nur drei Bewerbungen. 1864 musste daher vermehrt Auxiliaroffiziere, d. h., Seeoffiziere aus Handelsmarinen, eingestellt werden.
1863 wurde den Toten ein Denkmal in Gestalt eines sechs Meter hohen Obelisken im Berliner Invalidenpark gewidmet, das in Theodor Fontanes Roman Stine erwähnt wird. Auf Bronzetafeln waren 107 Namen von Verunglückten eingraviert. 1918/19 wurden diese Tafeln gestohlen, 1924 wieder ersetzt, 1945 wieder gestohlen. Das Denkmal wurde im Sommer 1951 auf Beschluss der SED bzw. der zuständigen Behörden des sowjetischen Sektors nach widersprüchlichen Angaben entweder entfernt oder zerstört.

## Kommandanten
- Leutnant zur See II. Klasse Eduard Jachmann: von März 1848 bis November 1848
- Leutnant zur See I. Klasse Eduard Jachmann: von März 1849 bis Oktober 1849
- Kapitän Johann Otto Donner: vom 13. Mai 1850 bis Oktober 1850; wurde als Angehöriger der Flotte des Deutschen Bundes zur Preußischen Marine kommandiert
- Leutnant zur See I. Klasse Schirmacher: vom 22. September 1852 bis September 1853
- Leutnant zur See I. Klasse Eduard Jachmann: von September 1853 bis 12. Oktober 1853
- Leutnant zur See I. Klasse Prinz Wilhelm von Hessen-Philippsthal-Barchfeld: von Mai 1854 bis 21. Oktober 1854
- Leutnant zur See I. Klasse Hans Kuhn: von Mai 1855 bis 10. Oktober 1855
- Korvettenkapitän Hans Kuhn: vom 1. Mai 1856 bis 30. September 1856, zugleich Kommandant der Barbarossa
- Korvettenkapitän Hans Kuhn: vom 15. Juni 1857 bis 25. Oktober 1857, zugleich Kommandant der Barbarossa
- Leutnant zur See I. Klasse Franz Kinderling: vom 1. Juni 1859 bis September 1859
- Leutnant zur See II. Klasse Max Jung: September 1859 in Vertretung
- Leutnant zur See I. Klasse Franz Kinderling: Oktober 1859
- Korvettenkapitän Ludwig von Henk: vom 15. Mai 1860 bis 30. September 1860
- Leutnant zur See I. Klasse Robert Hermann: vom 21. Juni 1861 bis zum Untergang